# Xu Qing (zapaśniczka)
Xu Qing (chiń. 許晴) – chińska zapaśniczka w stylu wolnym. Zdobyła brązowy medal w mistrzostwach świata w 2012 i w mistrzostwach Azji w 2008. Trzecia w Pucharze Świata w 2011 roku.